# XB-70 (航空機)
XB-70 ヴァルキリー
XB-70 1号機(エドワーズ空軍基地にて1967年撮影)
- 用途：爆撃機、試験機
- 分類：戦略爆撃機
- 製造者：ノースアメリカン
- 運用者：アメリカ空軍→NASA
- 初飛行：1964年9月21日
- 生産数：2機
- 退役：1969年2月4日
- 運用状況：退役

XB-70 ヴァルキリー（North American XB-70 Valkyrie）は、アメリカ空軍の試作戦略爆撃機。2機のみ試作されたが、空軍に採用されなかった為、アメリカ航空宇宙局（NASA）へと譲渡された。愛称の「ヴァルキリー (Valkyrie)」は北欧神話のワルキューレの英語読みである。
なお、Valkyrieのカタカナ転写には「バルキリー」などもあるが、アメリカ空軍が公式の転写を公表していないため本項では「ヴァルキリー」とする。

## 概要
アメリカ空軍の「ヴァルキリー計画」に基づき、ノースアメリカン社が開発した戦略爆撃機である。最高速度マッハ3で、米国領アラスカとソビエト連邦首都モスクワの間を無着陸で往復可能な超音速戦略核爆撃機として計画された。大陸間弾道ミサイルの発達などで存在意義を失ったことなどから正式採用には至らず、また試作機のうち一機は空中衝突事故で失われた。
現在は残された一機がオハイオ州ライト・パターソン空軍基地の国立アメリカ空軍博物館に展示されている。識別点は、機首下が白い機体が現存する1号機（シリアルナンバー：62-0001）、黒い機体が事故で失われた2号機（シリアルナンバー：62-0207）である。
近未来的なデザインに悲劇的な結末も相まってか、飛行当時はもとより引退後もなお非常に人気の高い機体である。

## 開発の経緯
1954年、戦略航空軍団司令官に就任したカーチス・ルメイによって超高速・高々度・長航続距離の条件を備えた新型爆撃機の開発が提唱された。アメリカ空軍には既に大型ジェット爆撃機B-52が配備されていたが、これに替わる新型機開発計画として "WS-110A"（WS=Weapon System）が1955年11月に開始された。後に機体の愛称から「ヴァルキリー計画」と呼ばれた。
ルメイの要求は、超音速爆撃機B-58以上の（すなわちマッハ2以上の）高速で、アラスカ - モスクワ間を無着陸で往復できる爆撃機という、当時知られていた技術では無謀とも言えるものだった。これに応えてノースアメリカンとボーイングがそれぞれプランを提出した。双方の案とも、大量の燃料消費と高速化のための機体重量軽減を考慮し、小振りの両翼の左右に張り出すような形でグライダーのような外見の有翼式燃料タンクを装備して亜音速で巡航、敵地に近づいたところでこの特大の燃料タンクを切り離し超音速に加速するというものだった。ルメイはこれらのプランを一瞥するなり「これでは飛行機（単数）ではない、三機編隊だ!」と激怒、両社にプランを突っ返したという。
プランの練り直しを迫られたノースアメリカンの設計陣は、NACA（現在のNASA）で非公開とされていた一つの研究論文に着目した。これは、デルタ翼機体の下側にくさび状の部位を設けることにより、その左右で圧縮された衝撃波が翼の裏側に揚力をもたらす、というものであり、空気を切り裂く（音の壁を超え続ける）抗力はそのままではあるが、揚力発生に必要な抗力は抑えられるため、超音速時のクルージングレンジを飛躍的に伸ばす事を可能とする、というものである。コンプレッション・リフト（圧縮揚力）と呼ばれるこの新理論を利用することで、後述するような斬新で流麗なデザインの機体が出来上がった。

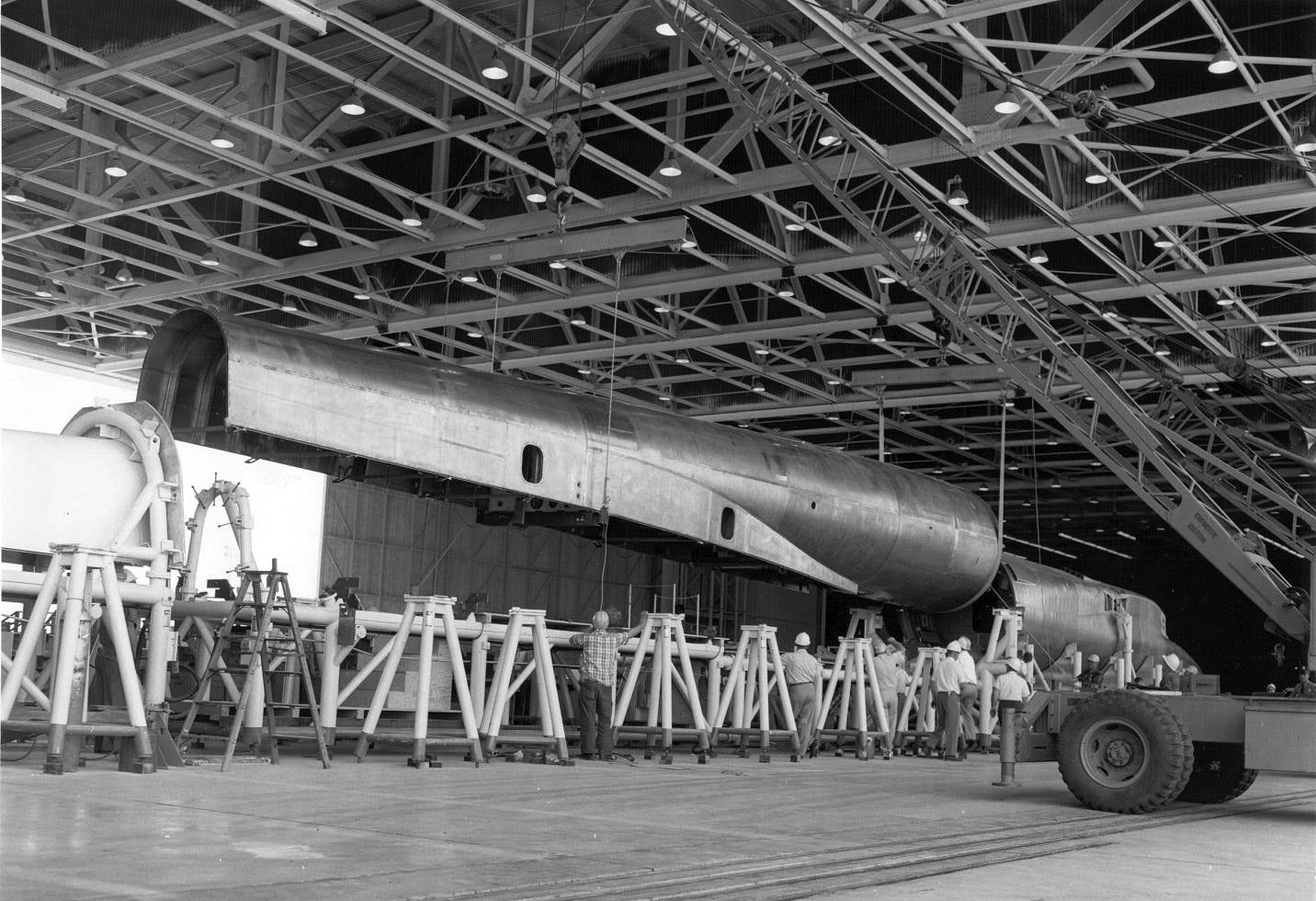
製造中のXB-70
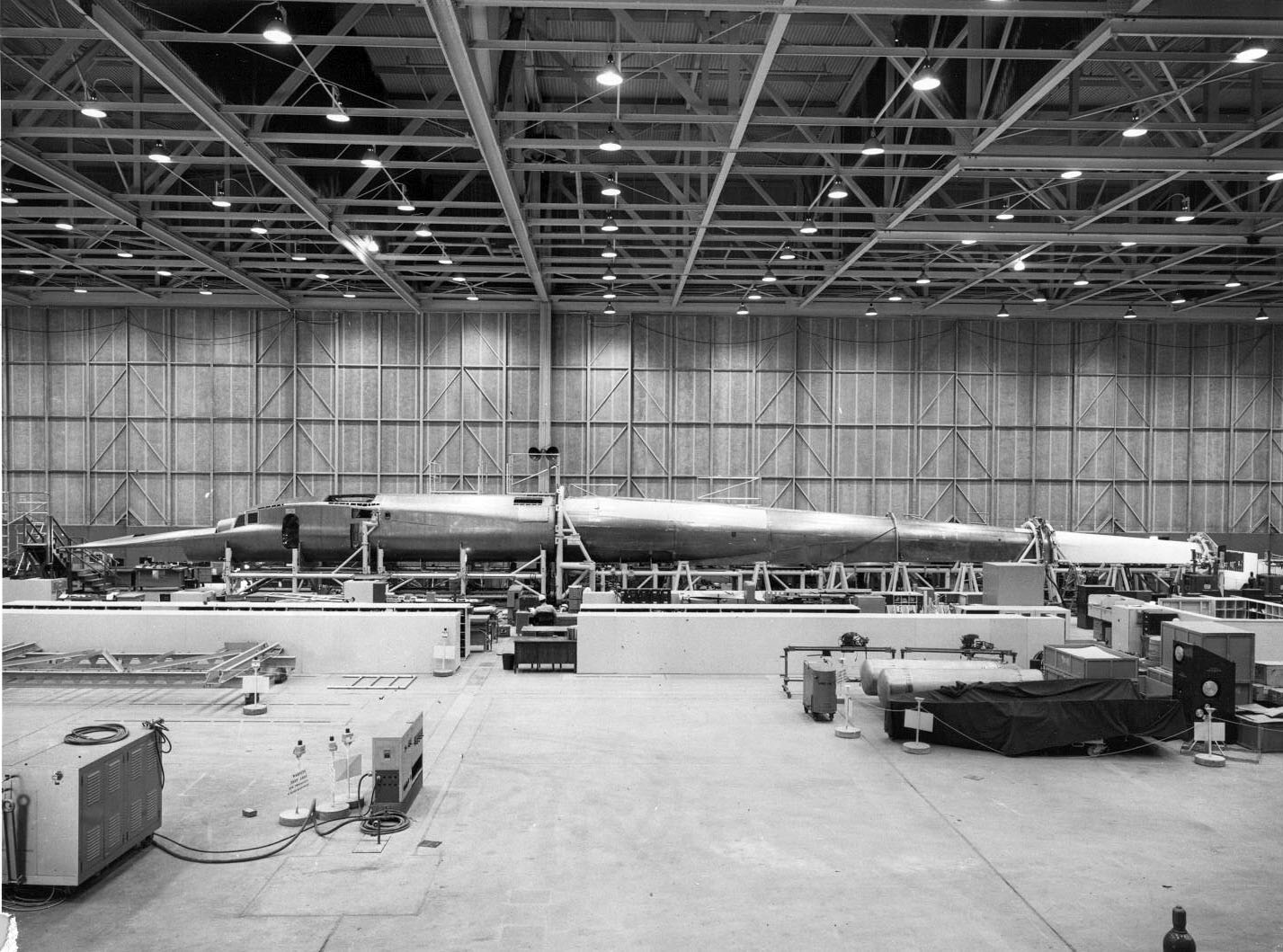
胴体部分

## 特徴

### 基本構造
XB-70の外見上最大の特徴は、デルタ翼の両端が高速飛行中は折れ下がることである。これはしばしば衝撃波を抱え込むための工夫であるともいわれるが、それよりも超音速飛行時には能力不足となる垂直尾翼の能力を補う為、及び空力中心の後方移動を補償する為であるとされる。これは、コンプレッション・リフトの恩恵に与かれるのは主に、主翼であるためである。カナード（前翼）も非常に印象的だが、後の戦闘機に多く見られるカナードが後流を制御して失速を防ぐものであるのに対し、機体のバランスを取りやすくするためのアイデアだった。
後流制御のためのカナードの場合は、主翼と一部重なる位置にあるが、本機の場合は主翼とは離れた位置にある。実際にはバランス調整は燃料タンク内で燃料を細かく移動させることによってもなされている。
機首のうち風防前部の上面は低速時には凹んだようになっているが、高速飛行時にはここが持ち上がりフラットな機首となる。これはコンコルドの機首が折り下がるのと同じように、地上および低速域での前方視界を確保するためのものである。
外皮はアルミニウム系合金ではマッハ3飛行下で発生する大気の断熱圧縮による300℃超の高熱に耐えられないため、ステンレス系合金によるハニカム構造となっている。このハニカム構造に断熱の役割も持たせているが、熱そのものや熱による外皮の伸縮のために塗装が剥げ落ちるトラブルに悩まされた。飛行中の挙動には著しい制約が加えられており、XB-70は戦闘機はおろか旅客機並みの機動すら出来ない。これはXB-70同様のマッハ3級機であるSR-71偵察機（こちらの外装はチタン合金である）も同様であり、ある意味非常に脆弱な機体だった。そのためXB-70は、予めプログラムされたコース以外を飛行する事が極めて困難だった。これは弾道ミサイルに対する利点が無い事を意味し、後の開発中止の決定の一因となる。
XB-70は実験機のため武装はできない。試作機YB-70には核爆弾などを搭載可能な爆弾庫が設けられ、爆撃手と防御システム操作手とが搭乗する予定だったが、YB-70は後述する理由により実現しなかった。

### エンジン
胴体下面にコンプレッション・リフトの要となる楔状の部位が有り、その先端部に空気取り入れ口、後部にゼネラル・エレクトリック製のアフターバーナー付きゼネラル・エレクトリック YJ93ターボジェットエンジンが6基搭載されている。しかし空気取り入れ口の構造は翼端折り曲げと共に、数値が低いほどステルス性が高いとされるレーダー反射断面積（RCS）を著しく増大させるため、高々度から侵攻しても容易に発見される危険性が指摘されていた。
燃料はJP-6と呼ばれる高々度・低温下での飛行に対応した特性のものが使用された。さらにホウ素系添加物（ZIP燃料）によってアフターバーナーの推力を高めることも検討されたが、これは毒性が青酸の約10倍とあまりに凄まじいために中止となった。

### コックピット
XB-70は実験機だったこともあり操縦席は機長・副操縦士の二人乗りだった。操縦席は与圧され乗員は特別な装備無しで搭乗することも出来たが、テストパイロットは基本的に与圧服を着用して搭乗している。それぞれの座席が非常時には脱出カプセル（モジュール式脱出装置）として使用されるようになっており、非常時には上下からカバーが回り込んで乗員を収容する。このカプセルは与圧が失われたときの乗員の保護も想定されており、カプセル内からでも最低限の操縦が可能である。脱出時にはカプセルごと射出され、パラシュートとエアバッグで着地する仕組みになっていた。

### 愛称
「ヴァルキリー」の愛称は公募で決められたとされているが、実際のところ応募総数20,235通のうちヴァルキリーの名を書いたものは僅か13通だった。アメリカ戦略航空軍団のエンブレムには北欧神話の雷神トールの手が描かれており、これに合わせて既に名前が決められていたのではないかともいわれている。

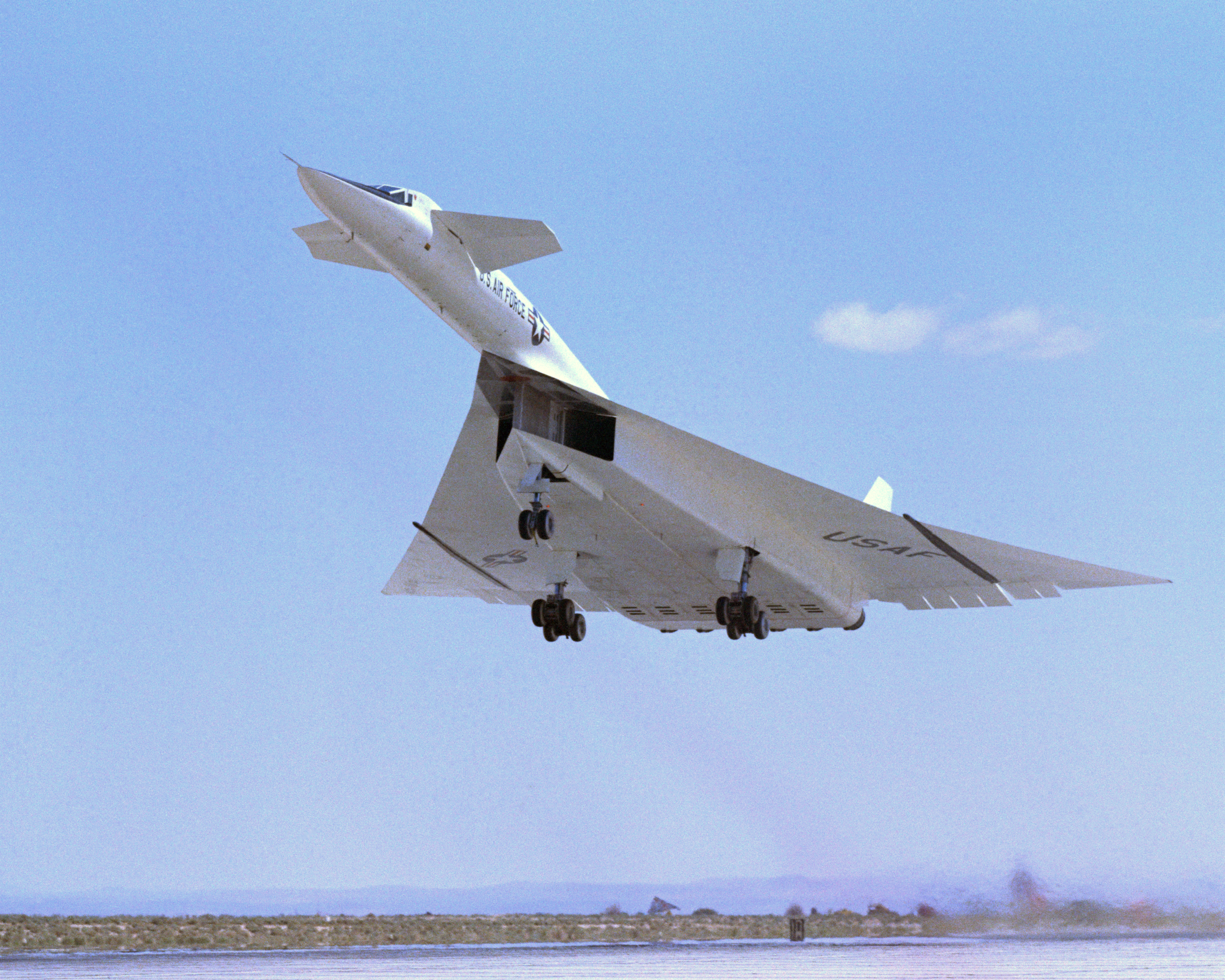
離陸する1号機
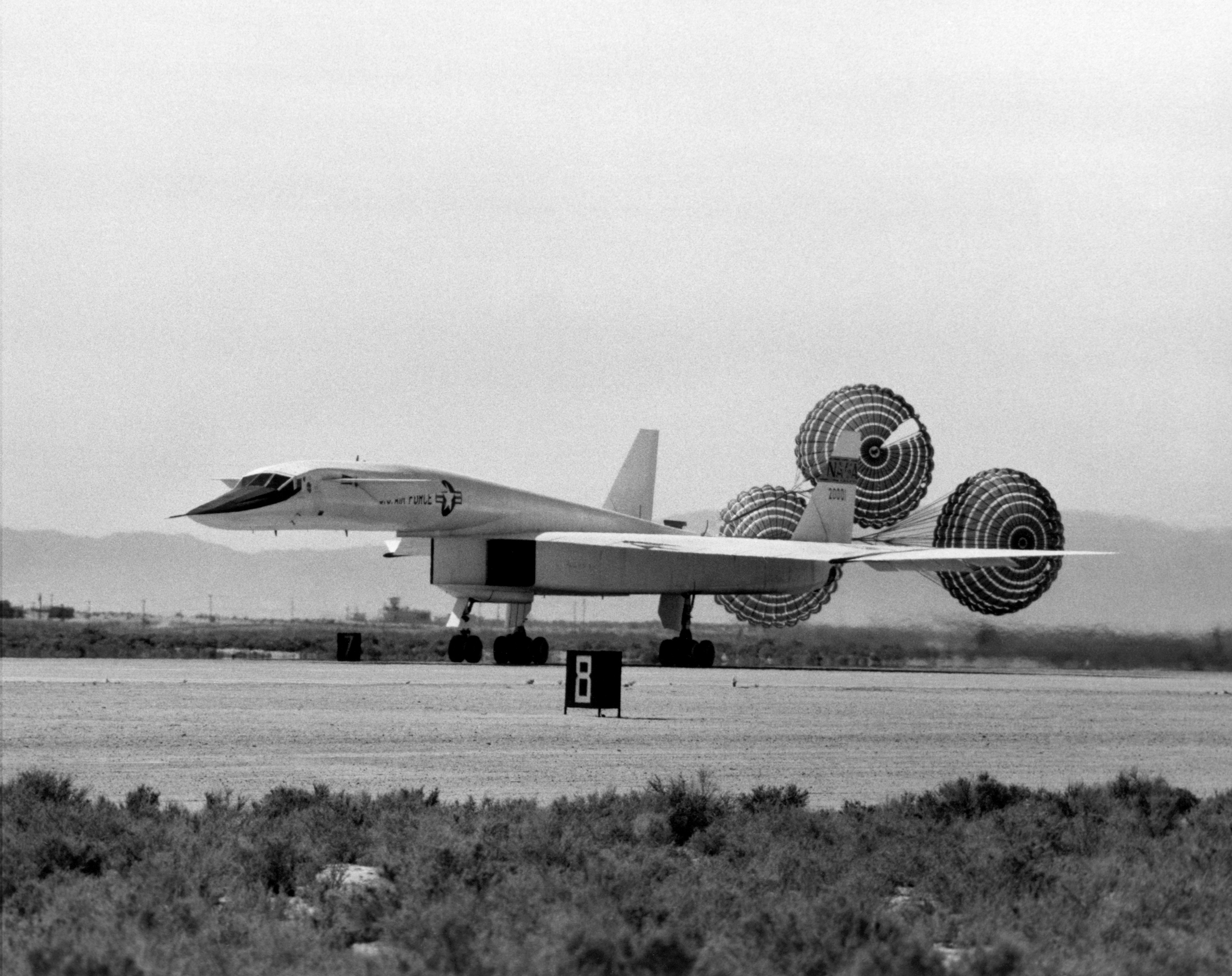
ドラッグシュートを用いて着陸するXB-70
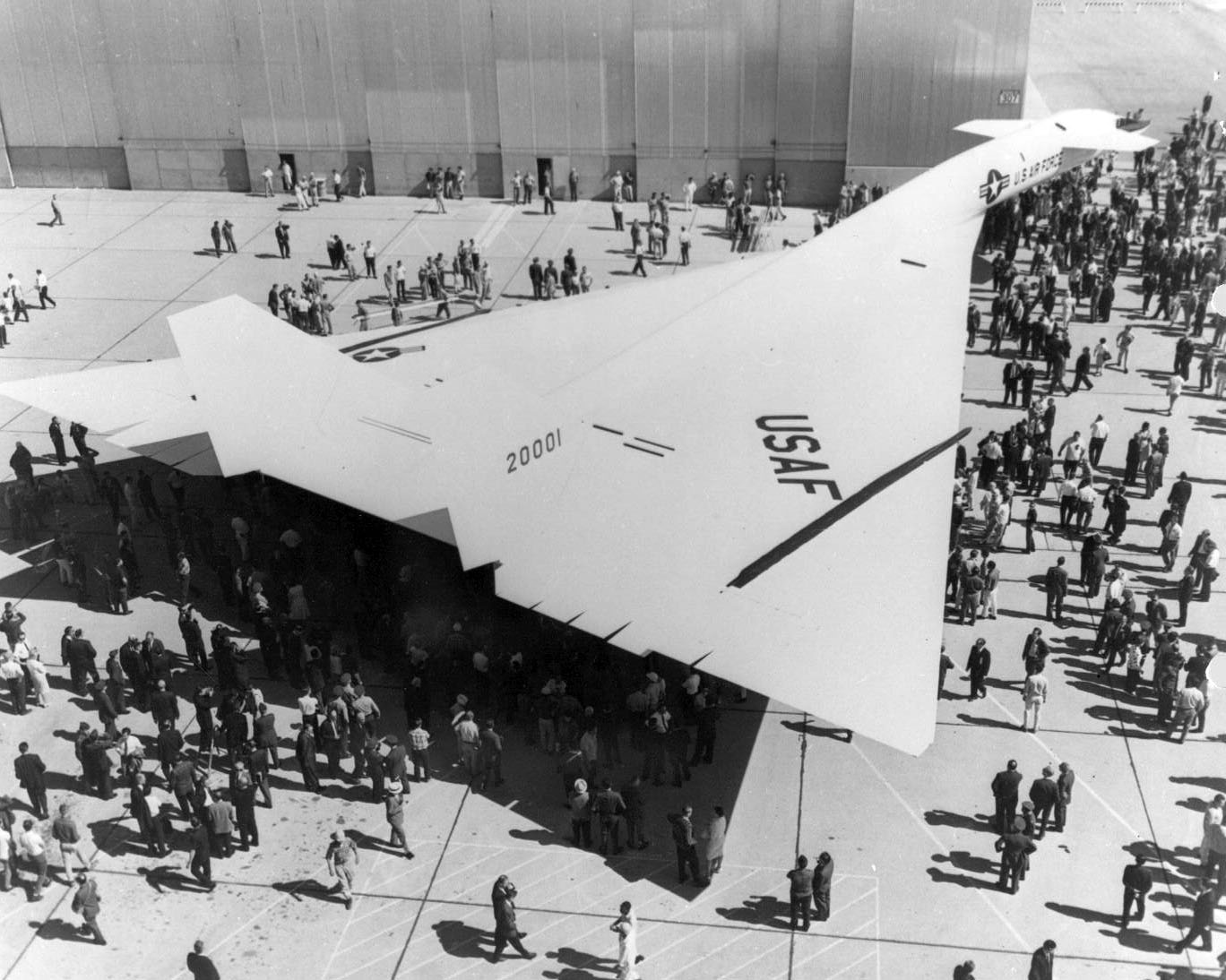
機体後方より
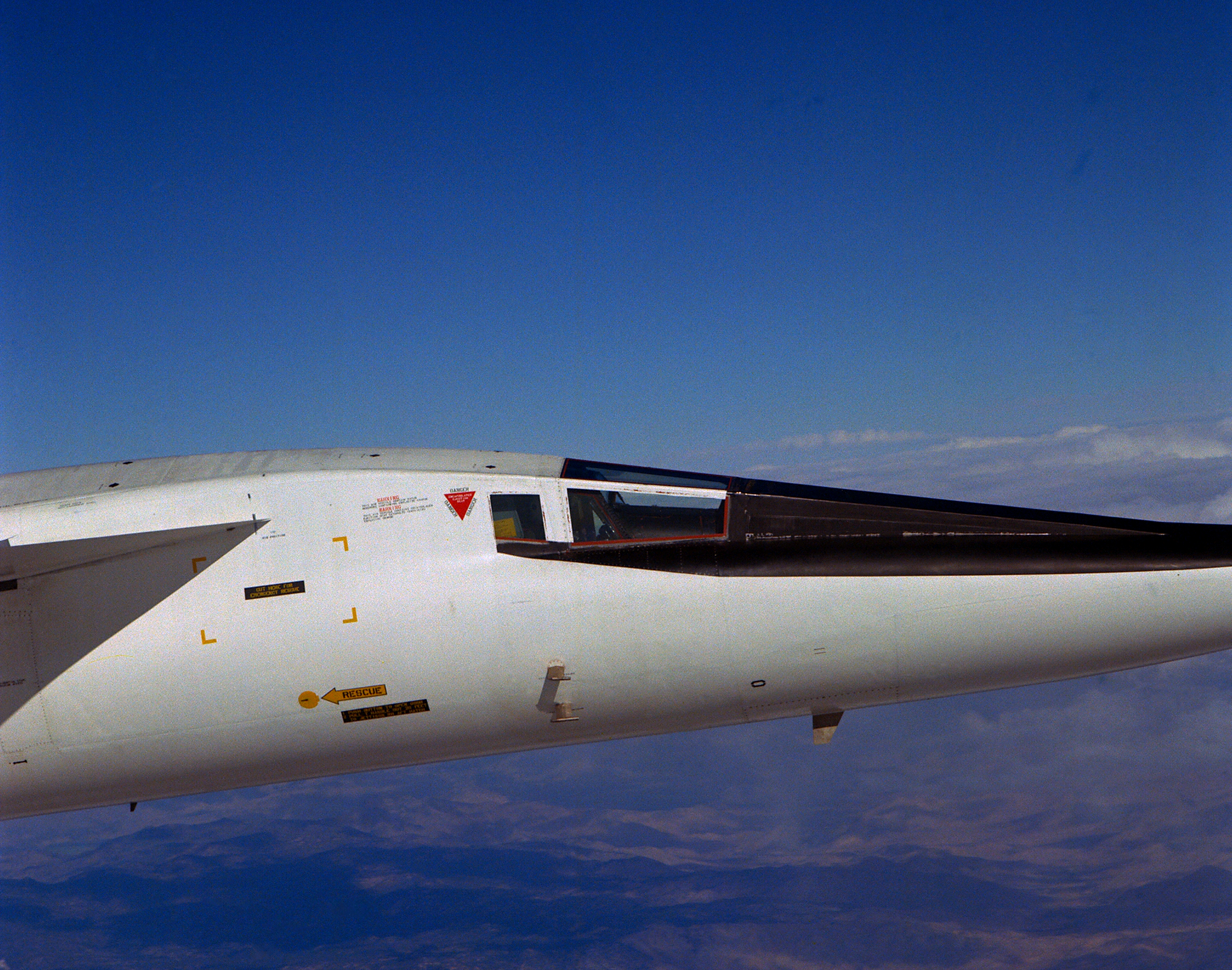
超音速飛行時の風防前部がせり上がった状態
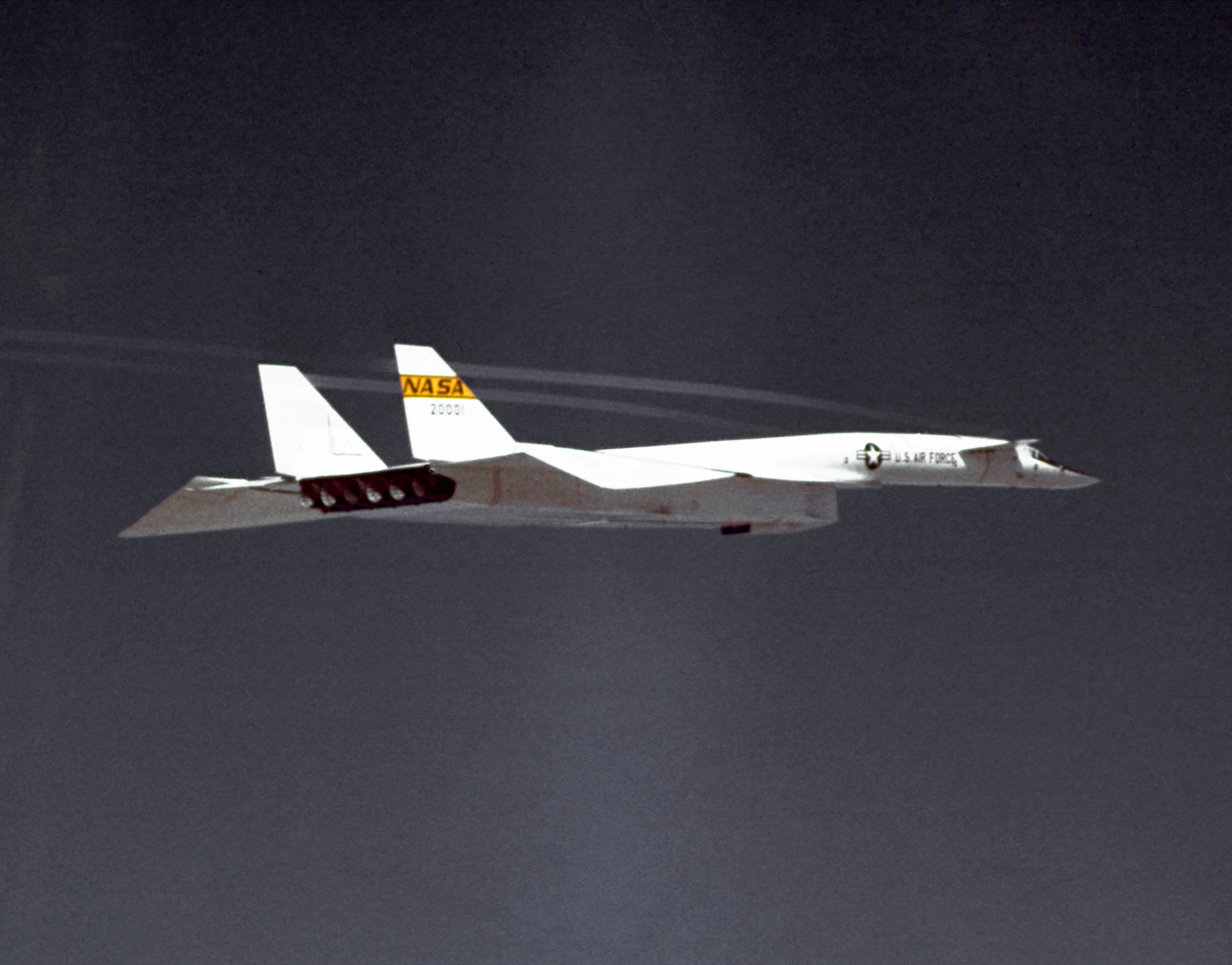
翼端を25度程度下げた中速域状態 マーキングからNASA時代のものと分かる
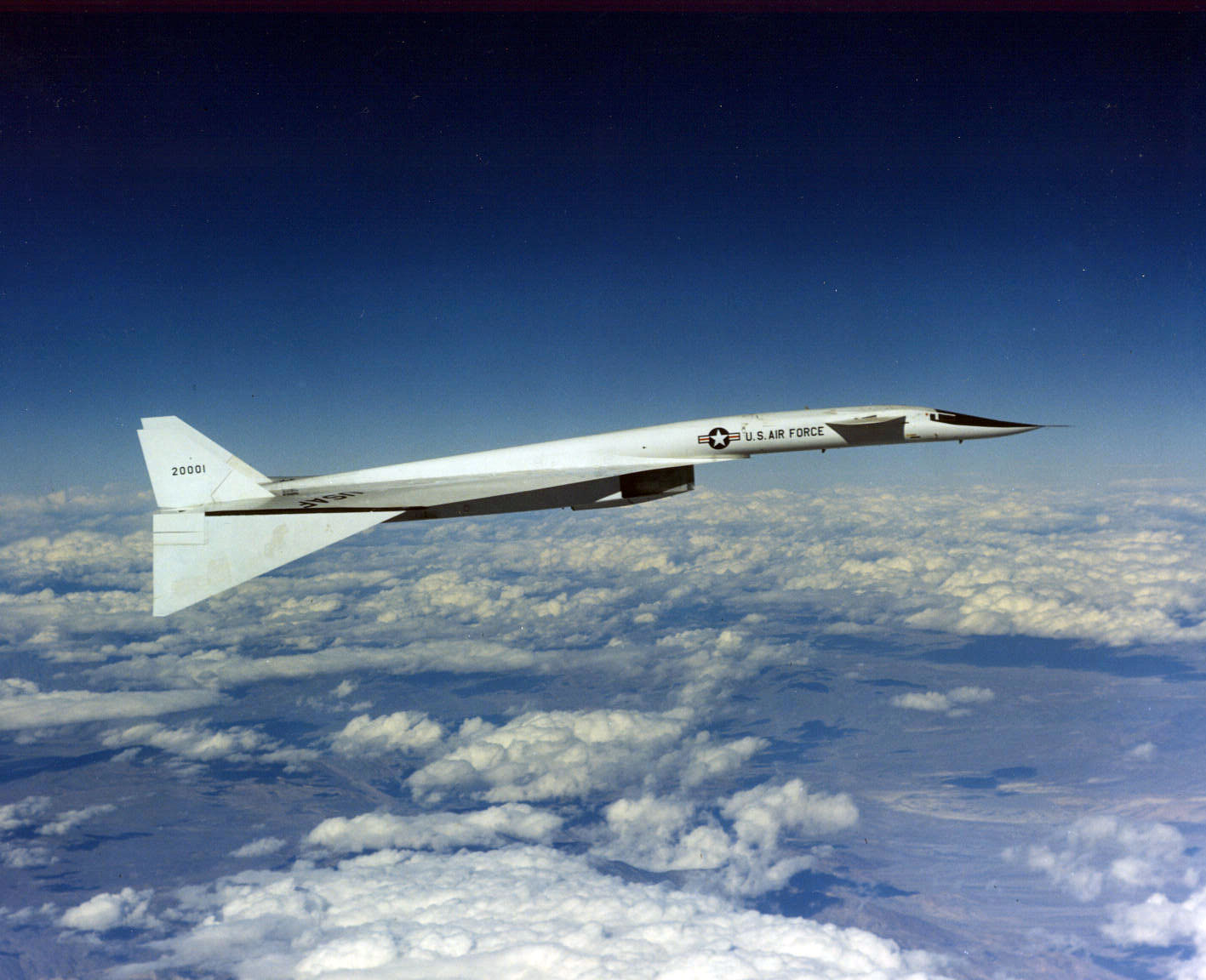
翼端を65度程度下げた高速域状態 チェイス機が追いつけなかったため、マッハ3で飛行中の写真は残っていない
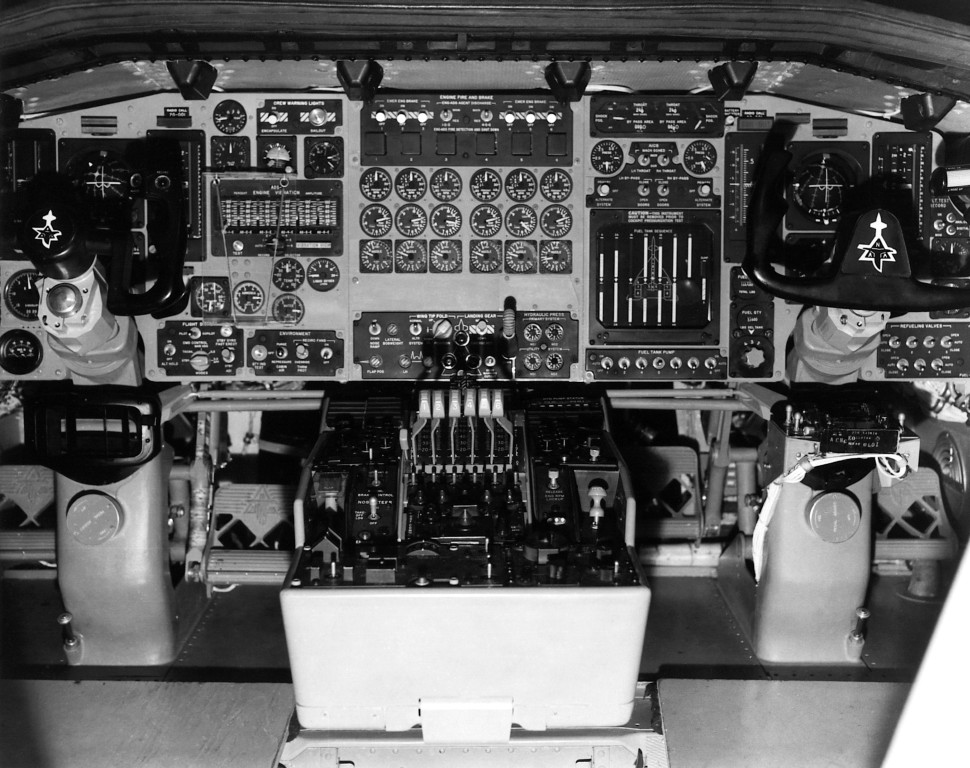
コックピットの計器類
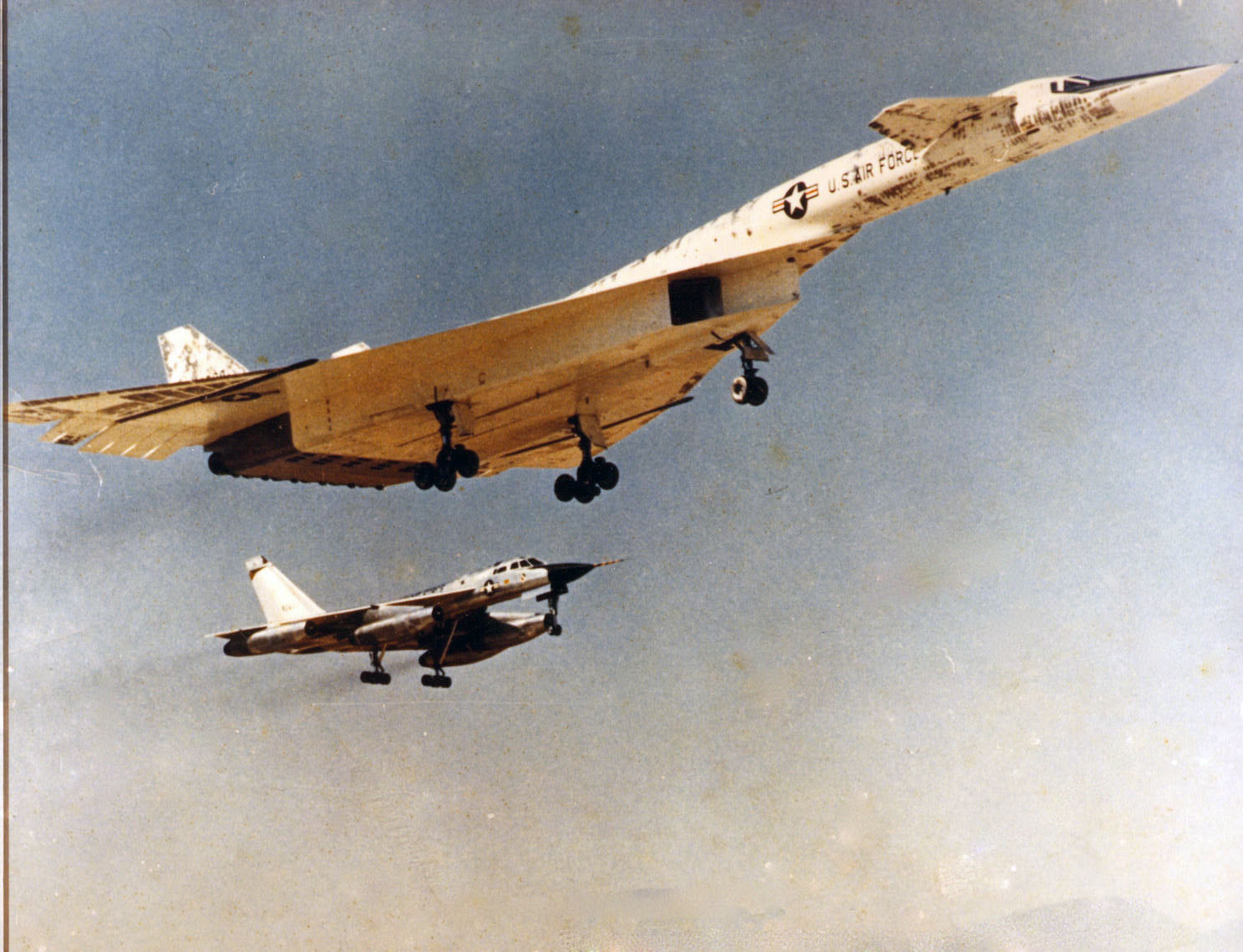
B-58と共に

## 計画の縮小
ヴァルキリー計画はあまりに多額の費用を必要としたことから、1959年にはアイゼンハワー大統領が計画を試作のみで留める発言を行っている。また1957年8月にソビエト連邦が世界初の大陸間弾道ミサイル・R-7の打ち上げに成功したことで、弾道ミサイルに予算を割くべきであるという意見が浮上してきた（スプートニク・ショック、ミサイル・ギャップ論争も参照）。しかし米ソ冷戦の真っ只中にあってはルメイをはじめとした爆撃機推進派の方が優勢だった。
ところが1961年にジョン・F・ケネディ大統領が就任し、ロバート・マクナマラを国防長官に任命したことで状況は一変する。マクナマラはPPBS（効用計算予算運用法）という手法によって比較した結果、費用・効果・速度の面でXB-70は弾道ミサイルに及ばないと結論付けていた。高々度を飛行することで対空防御をかわすという意見も、レーダー反射断面積の大きさに加え同年に高々度偵察機U-2がS-75（SA-2ガイドライン）地対空ミサイルで撃墜される事件が起こったことで説得力を失ってしまう。結局ケネディとマクナマラはヴァルキリー計画を試作機三機のみ（XB-70×2、YB-70×1）で打ち切ることを決定した。また随伴護衛機として計画されたF-108“レイピア”は実機が製作されないままキャンセルとなった。XB-70はF-108と共通のエンジンを採用する予定であったため、エンジン開発の負担増、ひいては様々な新機軸の採用もあいまって開発の遅延につながってしまう。
やがて1962年のキューバ危機、1963年11月22日のケネディ大統領暗殺事件を経て、1964年5月1日、XB-70の1号機が完成。同年9月21日には初飛行に成功した。1号機は外皮や塗装のトラブルなどに悩まされたが、1965年5月29日に完成・7月17日初飛行した2号機はそれらの問題をクリアしており、成績は非常に優秀だった。しかし最終的にYB-70はキャンセルとなった。
1号機は1965年10月14日、2号機は1966年1月3日にマッハ3での飛行に成功した。最高速度記録は同年4月12日に2号機が出したマッハ3.08である。ただし実際には、（SR-71の原型となった）ロッキードのA-11の方がXB-70のロールアウトする数ヶ月前に先にマッハ3で飛行している、とジョンソン大統領に発表されて、XB-70側としては水を差された格好となった。ただしXB-70がマッハ3以上で飛行した時間は2機合わせてもわずか1時間48分しかない。
また本機は、偵察爆撃機RS-70（RSはReconnaissance Strike：偵察爆撃を意味する）として活路を見いだし、採用を目論んだが、A-12より発展したSR-71との競争に敗れ、こちらも不採用となっている。
一方、ソビエト連邦では、これより若干早い時期に超音速爆撃機としてM-50を開発していた。またMiG-25はXB-70開発の情報を受けたソ連によってこれを迎撃可能な戦闘機として開発されたといわれることがあるが、現在ではA-12の迎撃を目的に開発されたと考えられている。しかし結局はXB-70の後を受けてB-70という量産機が開発されることも、これを迎撃するためにMiG-25が発進することもなかった。

## 事故と余生
1966年6月8日、エドワーズ空軍基地近辺でゼネラル・エレクトリック製エンジンを積んだ軍用機を集めて同社の宣伝用フィルムを撮影するための編隊飛行が行われた。XB-70の2号機を先頭に、F-104Nほか計5機がV字編隊を組むというものだった。だが撮影終了後主翼に異常接近したF-104が逆さまとなり、XB-70に上から接触、両垂直尾翼と左の主翼を破損させた。F-104は爆発してパイロットのジョセフ・ウォーカーは即死、2枚の垂直尾翼を失ったXB-70はコントロール不能となりフラットスピンに陥った。機長のアルヴィン・ホワイトは脱出カプセルに腕を挟まれ、ようやく腕を引き込んで射出されたが着地時にエアバッグが作動しないという最悪の状況に見舞われながらかろうじて生還した。しかし脱出に失敗した副操縦士カール・クロスは機体もろともモハーヴェ砂漠に墜落し死亡した。
事故調査委員会はF-104が異常接近した理由を編隊飛行に慣れていないウォーカーのミスとしているが、事故の一部始終が撮影されていながらもその結論は出ていない。飛行に参加していたパイロットは皆ベテランだったが、異なる飛行特性を持つ機体が編隊飛行した場合、同じ種類の機体の編隊飛行に比べ危険性が高まる。他の機体よりも軽量なF-104はXB-70の翼端ないし前縁から発生した渦に巻き込まれたのではないかという見解がある。
加えてXB-70の特異な形状が、編隊飛行時に必要とされる互いの位置関係の把握を困難にしたことも考えられる。事故当時T-38を飛ばしていたXB-70主任テストパイロットのジョー・コットン中佐は、ウォーカーはXB-70に対する自機の位置がわからなくなったので、単に近づいていって最終的にF-104のT字尾翼とXB-70の翼端とが接触したのではないか、と推測している。チャック・イェーガーも同様の意見を公にしている。もともとテストパイロットとしてチェイス機と距離を取って飛行するのが普通であったウォーカー自身に、大型機と密集編隊を組んで飛ぶ経験があまりなかったことも指摘されている。
その後、残されたXB-70の1号機はNASAに移管され、SST（超音速旅客機）におけるソニックブームの研究に供された。ここでの研究の結果、マッハ2で飛行した場合、高々度でも地上におけるソニックブームの影響は大きいものであることが判明し、SST開発が滞る一因となっている。またノースアメリカンはアメリカ連邦航空局によるSST計画にXB-70を元にした「NAC-60」で応募したものの、ボーイングの「2707」やロッキードの「L-2000」に敗れている。
1号機の総飛行回数・時間は83回・160時間16分、2号機は46回・92時間22分であった。

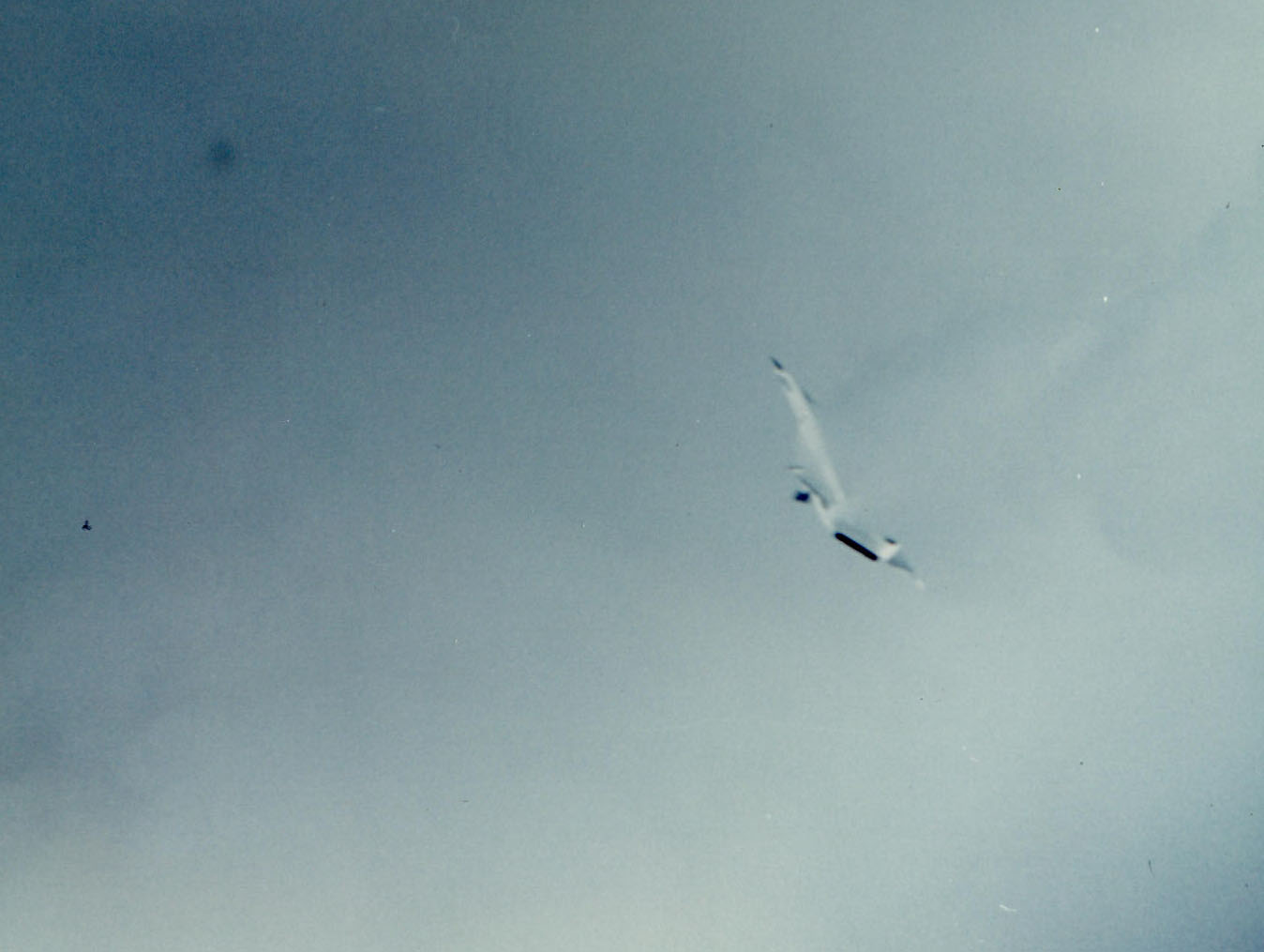
垂直尾翼を失い、フラットスピンに陥った2号機
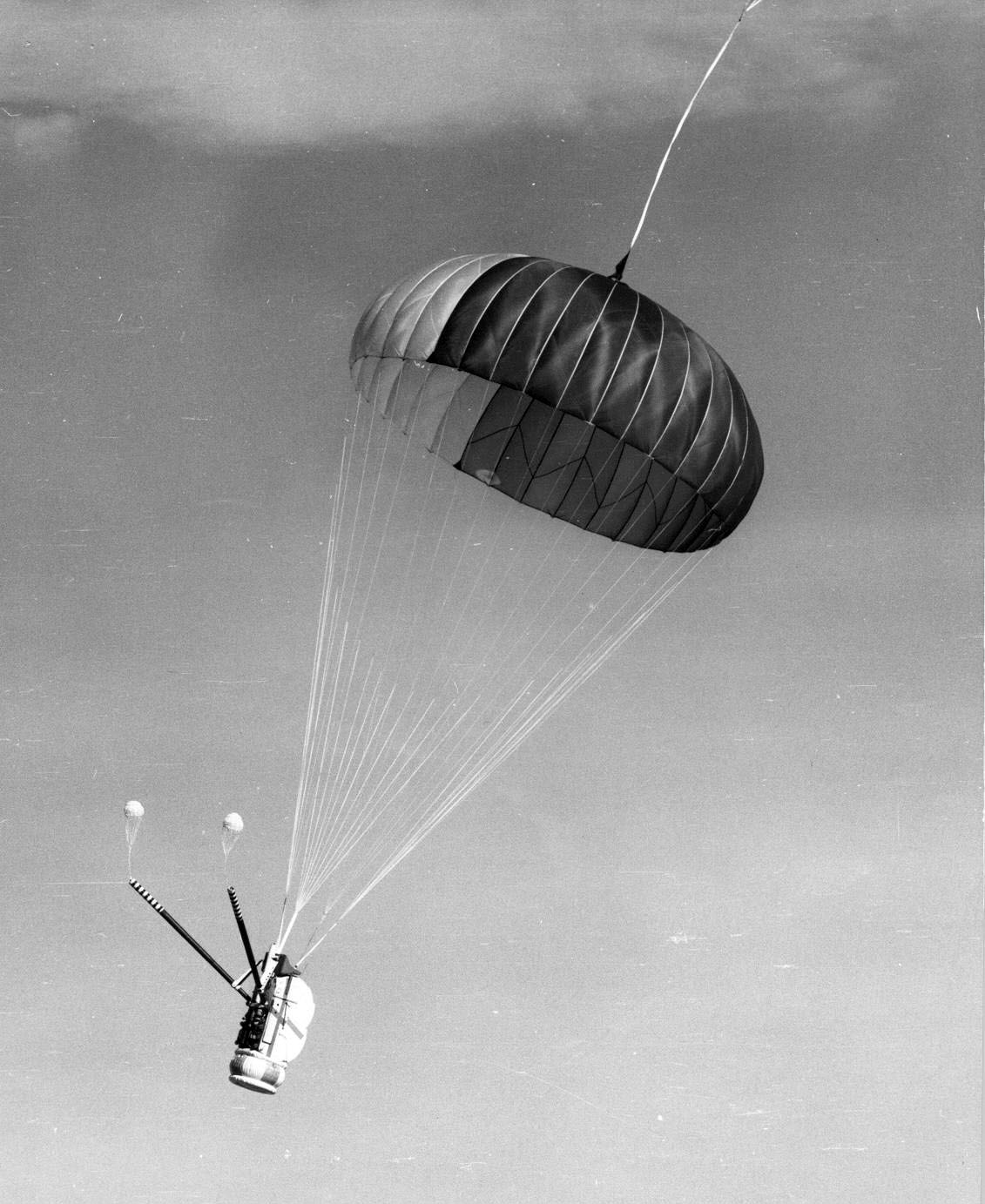
脱出カプセル

## 展示機
試験終了後の1969年2月4日、ヴァルキリーAV-1(AF Ser. No. 62-0001)は、オハイオ州デイトン近くのライト・パターソン空軍基地にある国立アメリカ空軍博物館に展示されることとなった。当初は屋外で大陸間弾道ミサイルなどと並べて展示してあったが、1988年より新設された屋内展示場内に納められた。
2011年、XB-70は博物館の研究開発格納庫に他の実験用航空機と並んで展示される様になったが、
2015年10月末、博物館のメインキャンパスに第4格納庫が完成し、XB-70はそこに移設されている。

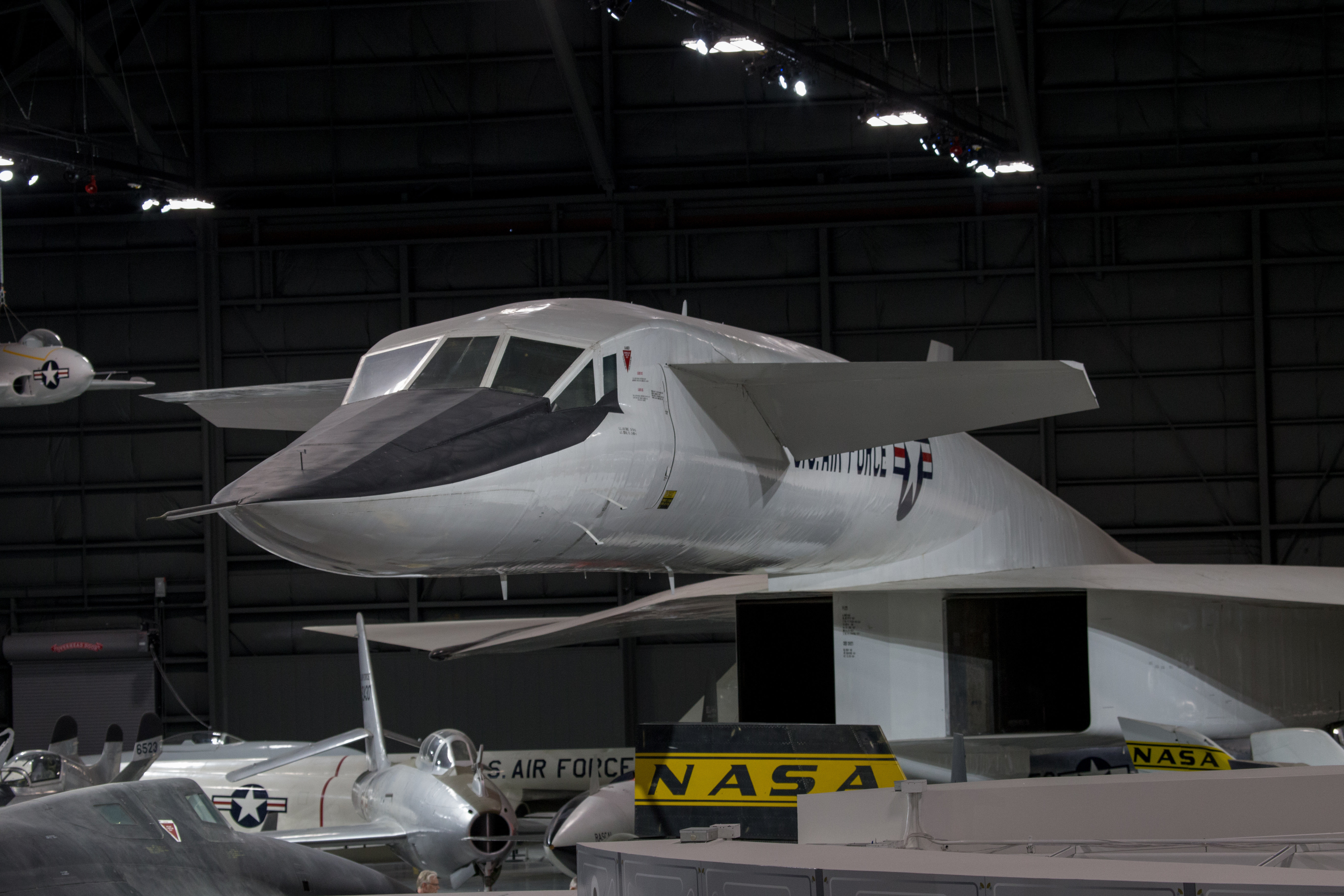
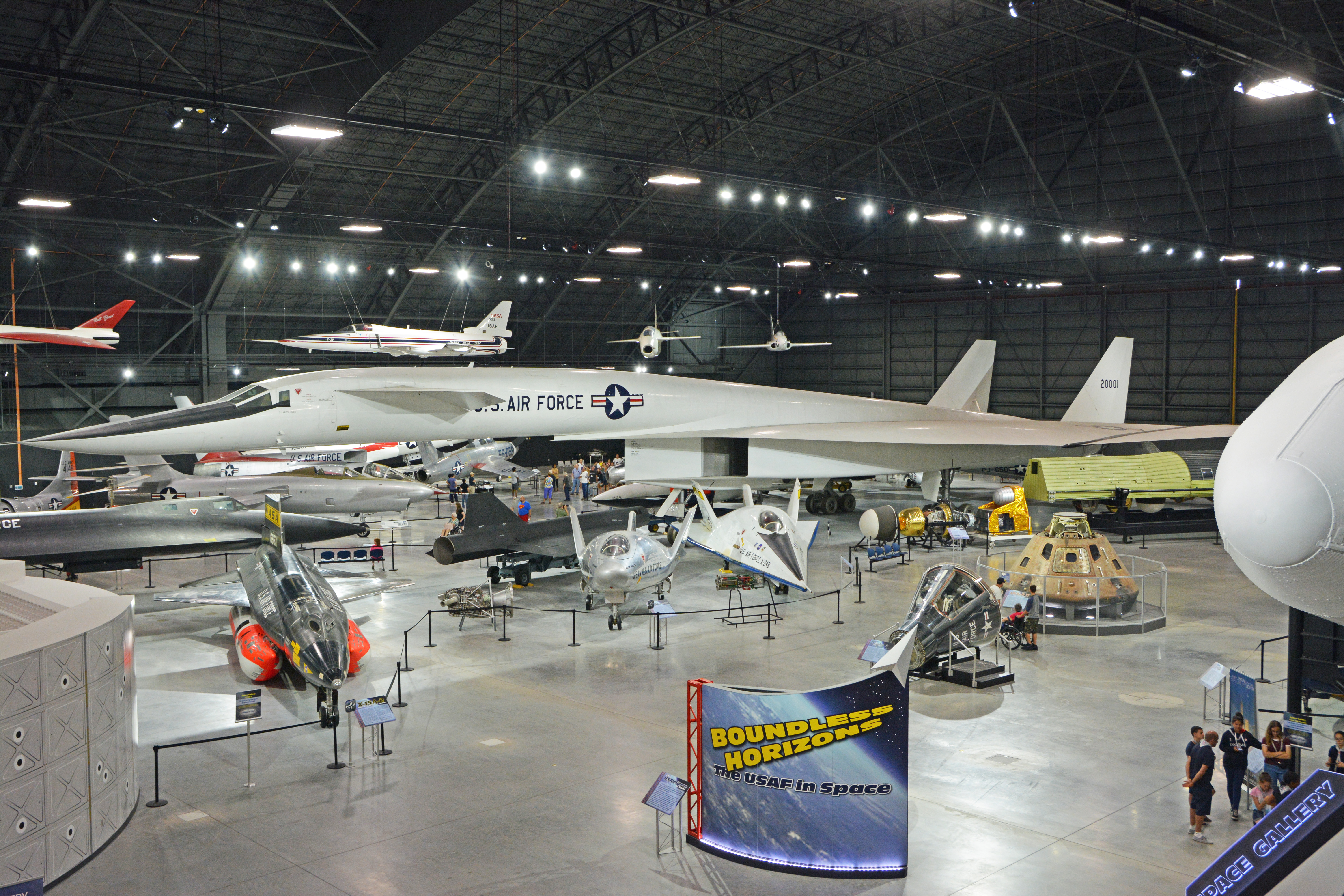
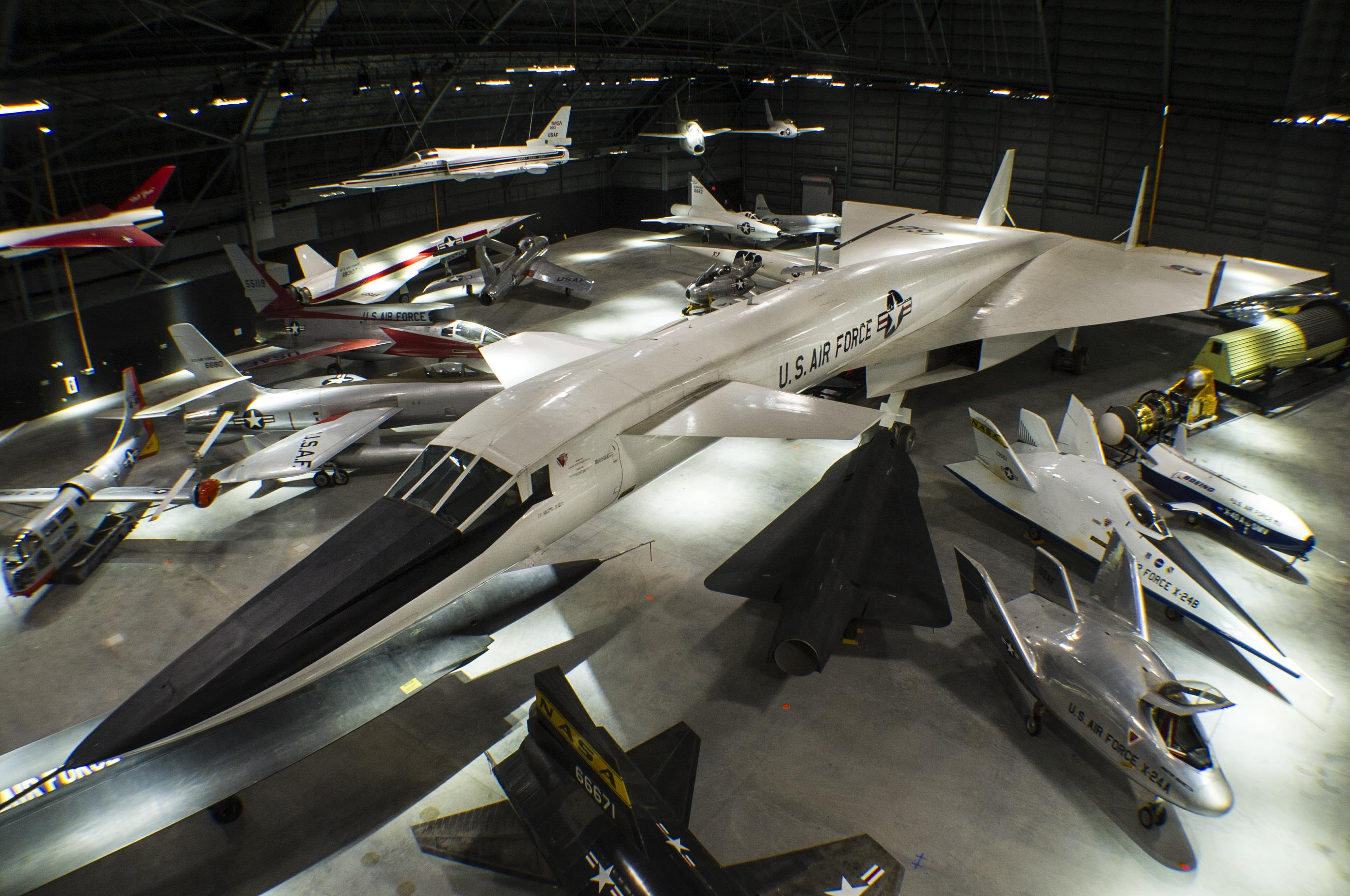
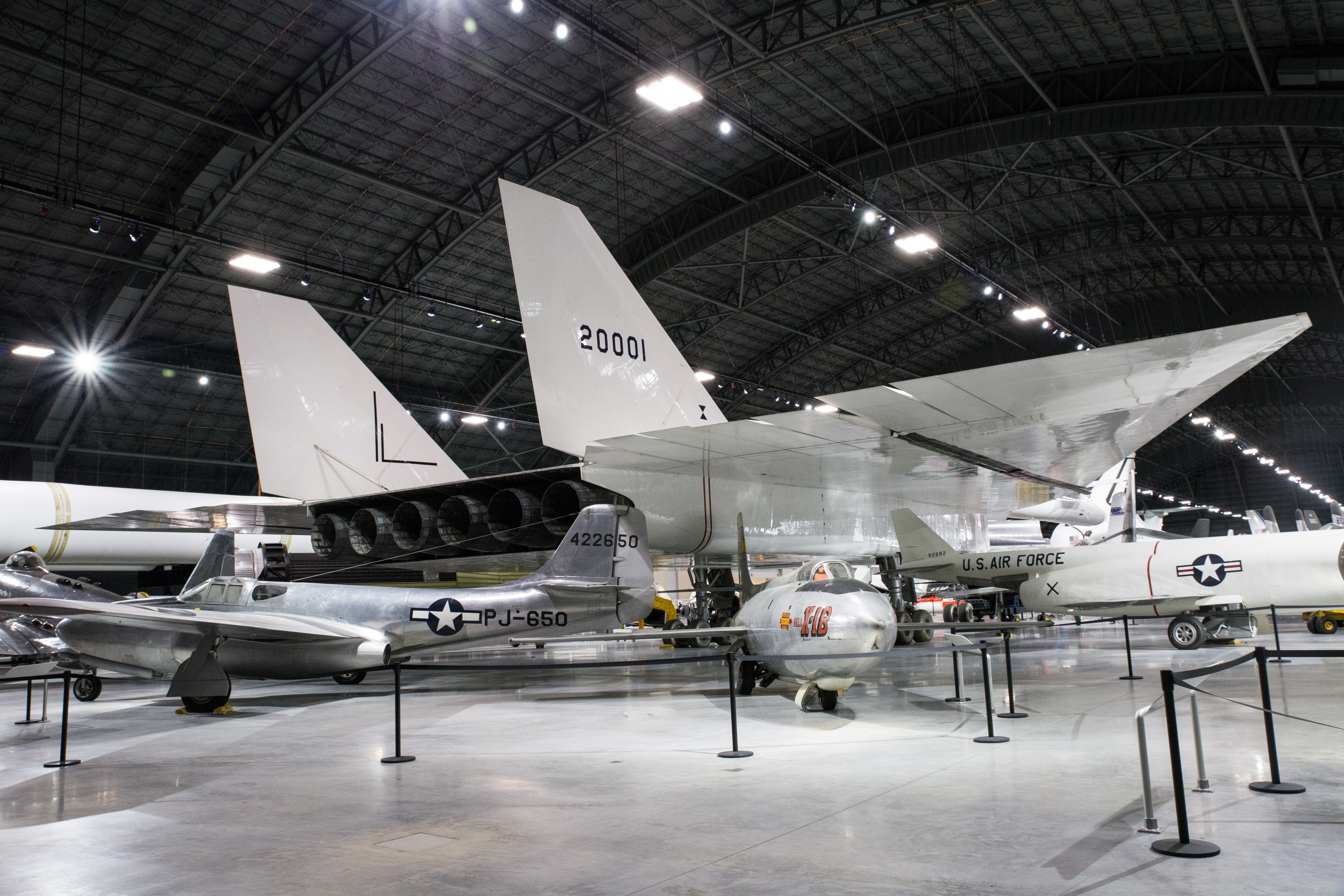

## スペック

### 概要
- 乗員：2名
- 全長：56.6 m
- 全幅：32 m
- 全高：9.36 m
- 翼面積：585 m2
- 航続距離：12,200 km
- 上昇限度：22,100 m
- 空虚重量：93,000 kg
- 運用重量：242,500 kg
- 最大離陸重量：250,000 kg
- エンジン：ゼネラル・エレクトリック製 YJ93-GE-3 ターボジェットエンジン × 6
- 推力：各 133 kN（12,800 kgf）

### 性能
- 最高速度：マッハ数：3.1　(3,300 km/h)
- 航続距離：6,900 km
- 最大運用高度：23,600 m

## 登場作品
多数のSF作品・アニメ作品・コンピュータゲームなどにもXB-70あるいはこれをモチーフとした機体が登場している。

### アニメ
『機動戦士Ζガンダム』
XB-70をモチーフとした「B-70」という航空機が登場する。戦争博物館の館長をしていたハヤト・コバヤシが操縦していた事から、そこで動態保存されていた機体又はレプリカの可能性もある。なお劇場版にも同じ機体が僅かではあるが登場する。

### 漫画
『深く静かに沈没せよ！！』
リン王国軍機として架空の双胴型「ツインバルキリー」が登場する。リン国王が双子のため、リン王国軍機はすべて双胴機という設定。

### 小説
『蒼穹のヘロン』
『最後の艦隊』（徳間文庫）所収の短編。「ヘロン（=蒼鷺）」の名で登場。試験飛行中にトラブルに見舞われるが、脱出システムは完全作動し、2人のパイロットは生還する。作者の岡本好古は『兵器とは 戦争とは』（光人社、1980年）所収「墜ちたヘロン」でもB-70について語っている。
『侵攻作戦パシフィック・ストーム』
直接登場はしないが、日本空軍の戦略爆撃機「轟天」は本機（作中での名称は「B70ヴァルキリー」）に対抗して基本計画を立案されたという設定。
『遙かなる星』
第三次世界大戦後に航空自衛隊へ譲渡され、超音速飛行特性研究機・北崎XT7として実験航空隊による試験飛行が行われている。
『星のパイロットシリーズ』
密かに動態保存されていた「4機目」のバルキリーが登場、試験飛行中に敵対勢力のMiG-25に追撃される、背面に小型シャトルを搭載して超音速で空中発射するなどのシーケンスが丹念に描かれている。
『妖精作戦シリーズ』
1号機をベースにしたスクラムジェット機が衛星軌道上との人員輸送に使用されている。

### ゲーム
『エースコンバット2』
「高高度追撃戦」で敵の高高度アンノウン部隊のターゲットとして2機が登場してくる。随伴機に2機のSR-71、護衛機にX-29なども登場しており、本作でも「正体は不明だが作戦行動中の爆撃機編隊と思われる」と謎の機体として扱われている。
『エースコンバット04』
エルジア共和国空軍の爆撃機として登場。ユージア大陸北部のアイスクリークへ上陸したISAF(独立国家連合軍)地上部隊に対し巡航ミサイルによる攻撃を実施した。
『エースコンバット6』
エストバキア連邦空軍の爆撃機として登場。セルムナ連邦での戦闘において、進軍中のエメリア共和国陸軍地上部隊に対する空爆を試みた。
『パイロットになろう!2』
隠し機体として登場。ジェットの傭兵コースをクリアすると使用可能になる。
『紺碧の艦隊2 ADVANCE』
アメリカの戦略爆撃機として登場。
『鋼鉄の咆哮3 ウォーシップコマンダー』
アメリカ型の航空機として登場。プレイヤーが購入可能な機体である。
『マブラヴ オルタネイティヴ』
本機をモチーフとした兵器、戦略機動要塞「XG-70」として登場。作中でも2機のみ製作された。